# Pigen har travlt med en date
Pigen har travlt med en date (russisk: Девушка спешит на свидание) er en sovjetisk film fra 1936 af Michail Verner og Sergej Sideljov.

## Medvirkende
- Boris Petker - Fjodorov
- Mikhail Rostovtsev - Gurov
- Marija Barabanova
- Vera Stresjneva
- E. Pluta - Vera